# 최술
최술(崔述, 1740년 ~ 1816년)은 청나라 시대의 학자이다.

## 생애
1740년 하북성(河北省) 대명부(大名府) 위현(魏縣)에서 태어나, 1816년 2월 6일 76세를 일기로 세상을 떠났다. 평생 고증학에 전념해 34종 88권의 방대한 저술을 남겼다. 그의 저술 중 핵심은 ≪고신록≫인데, 이것은 중국의 선진사(先秦史) 전반을 철저히 고증한 역작으로 총 12종 36권이다. 이 ≪고신록≫ 중에서 가장 잘 알려지고 대표적인 저작은 공자와 제자들의 행적을 고증한 ≪수사고신록≫·≪수사고신여록≫과, 맹자의 행적을 고증한 ≪맹자사실록≫이다. 그리고 ≪논어≫에 대한 고증서인 ≪논어여설≫이 있다.
어려서부터 신동으로 소문나 14세에 대명부 동자시(童子試)에서 장원을 했고, 20세 때에는 순천부(順天府) 향시에서 부방(副榜)을 해 과거에 응시할 수 있는 자격을 얻었다. 그러나 두 차례 과거에서 낙방하자, 30세 무렵부터 철저한 고증학을 무기로 위서(僞書)의 견강부회를 바로잡고 이단(異端)의 망언들을 도려낼 ‘고신록’ 제서(諸書)를 집필할 생각을 하게 되었다. 이후 고증에 필요한 자료를 모으고, 열정적으로 저술에 전념해 많은 저작들을 저술해 나갔다.
56세에 복건성(福建省) 나원현(羅源縣)의 지현(知縣)에 제수되어 처음으로 관직에 나아갔고, 4년 후에는 상항현(上杭縣)으로 옮겨 백성들에게 선정(善政)을 베풀었다. 그러나 정사에 바쁜 와중에도 결코 저술 작업을 소홀히 하지 않았다. 드디어 75세 때인 1815년 자신의 전집 34종 88권을 완성해 총목록을 정리했다. 그리고 모든 책들을 애제자인 진이화에게 전해 줄 것을 부탁하고, 이듬해인 1816년 세상을 마쳤다. 사후 그의 저서는 부탁대로 제자인 진이화가 판각해 세상에 전했다.